# 巨皇草
巨皇草(Giant King Grass)是一種天然多年生雜交草，研發自台灣畜產試驗所的「台畜二號」，飼料作物組研究員成游貴博士，花了十五年時間自狼尾草研發改良出來，台商張崧軒(那斯達克上櫃公司VGE（Viaspace Green Energy）總裁)獲授權帶回美國進行改良，研發出巨皇草，並註冊專利，讓牛吃的草，亦能變成生物質能能源燃燒作物。人工種植以種苗方式使用，四至六月能收成一次。
該草近年因為全球暖化和碳稅議題而受到重視，因為其方便耕種不需要特殊氣候或地理條件，收成快體積大，燃燒時與煤炭的能量比為5:3所以5噸可以取代3噸煤炭，而且隨處可種不必像煤礦牽就礦坑位置，更重要是其零碳排放的特性，生長階段吸收的碳就等於燃燒時排放的。
另外該草不必像生物柴油一樣經過提煉過程為液態才能使用，簡單加工後可以直接燃燒，適用經濟較貧困的地區或低成本產業，所以巨皇草已經被列為尖端抗暖化措施在進行研究，2011年後並有推廣種植和工業使用出現於中國大陸和歐洲。